# Смеющийся сокол
Смеющийся сокол (лат. Herpetotheres cachinnans) — вид хищных птиц из семейства соколиных. Единственный представитель рода смеющиеся соколы (Herpetotheres Vieillot, 1817). Выделяют два подвида.

## Описание
Длина тела 45—56 см, длина крыла 25—30 см, размах крыльев равен 79-95 см, самцы весят от 544 до 675 г самки немного тяжелее и весят от 590 до 800 г. Круглая большая голова, вертикальная посадка, как у настоящих соколов. Крылья и спина тёмно-бурые, хвост полосатый, жёлтые или кремовые шея, нижняя часть тела и «шапочка». Через глаза и затылок проходит чёрная «маска». Молодые птицы окрашены бледнее.
Долгие ритмические выкрики птицы похожи на громкий хохот человека.

## Размножение
Гнёзд не строит, занимая пустующие дупла, гнёзда других хищных птиц. В кладке насчитывается 1 или 2 яйца. Инкубационный период длится 45-50 дней, птенцы оперяются примерно за 57 дней. Молодые птицы покидают гнездо через 8 недель после вылупления. Сезон размножения обычно выпадает на апрель – май, но может варьироваться в зависимости от места обитания птицы.

## Питание
Питается змеями, включая ядовитых, реже ящерицами, что отражено в латинском названии рода — «пожиратель рептилий».

## Ареал
Обширный ареал охватывает Центральную и Южную Америку от северной Аргентины на юге до южной Мексики на севере. Обитает на опушках, прогалинах и полянах тропических лесов.

## Культура
Чоли, индейский народ группы майя, проживающий в штате Чьяпас, Мексика, верят, что сокол может убить ядовитую змею лишь потому, что обладает способностью исцеления. Именно поэтому местные целители при укусах ядовитых змей имитируют крик смеющегося сокола.